# Quézac (Cantal)
Quézac é uma comuna francesa na região administrativa de Auvérnia-Ródano-Alpes, no departamento de Cantal. Estende-se por uma área de 16,67 km². Em 2010 a comuna tinha 391 habitantes (densidade: 23,5 hab./km²).